# Años 730
Los años 730 o década del 730 empezó el 1 de enero del 730 y terminó el 31 de diciembre del 739. 

## Acontecimientos
- San Gregorio III sucede a San Gregorio II como papa en el año 731.
- Batalla del Boarn